# Doppio sesterzio
Il doppio sesterzio era una moneta romana di grandi dimensioni in oricalco. 

## Storia
Fu coniata per la prima volta da Decio verso il 249-251, come risposta alle spinte inflazionistiche del tempo che avevano svalutato il potere d'acquisto del sesterzio.
In realtà la nuova moneta era solo di poco più grande del sesterzio, che di conseguenza fu coniato con peso e dimensioni minori dell'originale. Il doppio sesterzio non ebbe successo e cadde in disuso. Fu ripristinato da Postumo, che fu imperatore dell'Impero delle Gallie dal 260 al 268 anno della sua morte. Postumo emise una sua propria versione del doppio sesterzio. Spesso, probabilmente a causa delle carenze di metalli disponibili, utilizzò vecchi sesterzi deteriorati che furono sovrabattuti con il suo ritratto e le legende. Dopo di lui il sistema monetario romano degenerò ulteriormente e circolò quasi esclusivamente il doppio denario (antoniniano o radiato a causa della corona radiata con cui veniva raffigurato l'imperatore).
Le vecchie monete come il sesterzio caddero completamente fuori uso e spesso furono fuse per creare i nuovi radiati. Con il IV secolo anche questi scomparvero e fu creato un sistema monetario completamente nuovo.
| Doppio sesterzio di Postumo ca. 259-268 | Doppio sesterzio di Postumo ca. 259-268 |
| --- | --------------------------------------- |
| |                                         |
| Testa radiata di Postumo | Figura stante                           |
| Doppio sesterzio di Postumo, sovrabattuto su un precedente sesterzio, probabilmente del I secolo. Si può distinguere la legenda originaria che non è stata coperta dalla nuova coniazione. Diametro 34mm. |                                         |